# نوربرت بولمان
نوربرت بولمان (بالإنجليزية: Norbert Pohlmann)‏ (من مواليد 20 مارس 1960 في راتينغن، ألمانيا الغربية) وهو عالم كمبيوتر وأستاذ في جامعة فيستفاليا للعلوم التطبيقية في غيلسنكيرشن.

## حياته
درس نوربرت بوهلمان الهندسة الكهربائية (1981-1985) المتخصصة في علوم الحاسب الآلي وقد كتب أطروحة الدكتوراه الخاصة به عن «إمكانيات وقيود أنظمة جدار الحماية».
كان مديرًا عامًا لشركة KryptoKom (شركة لأمن المعلومات وتكنولوجيا الاتصالات) من عام 1988 إلى عام 1999. وبعد اندماجها مع Utimaco Safeware AG ، كان عضوًا في مجلس إدارة الشركة من عام 1999 إلى عام 2003. ومنذ عام 2003، كان نوربرت بوهلمان أستاذًا في قسم علوم الكمبيوتر للنظم الموزعة وأمن المعلومات ومدير معهد أمن الإنترنت في جامعة ويستفاليا للعلوم التطبيقية غيلسنكيرشن في ألمانيا.
وهو أحد مؤسسي رابطة أمن وتكنولوجيا المعلومات TeleTrusT حيث كان عضوًا في مجلس الإدارة منذ عام 1994 ورئيسًا لمجلس الإدارة منذ أبريل 1998. كان نوربرت بوهلمان أحد المبادرين لـ «حلول أمن المعلومات في أوروبا» (ISSE) ورئيس لجنة برنامج ISSE.
بالإضافة إلى أنه عضو في مجلس إدارة (اتحاد صناعة الإنترنت) وكذلك عضو في المجلس الأكاديمي للـ GDD (الجمعية الألمانية لحماية البيانات وأمن البيانات). اعتاد أن يكون عضواً في مجموعة ENISA (وكالة الاتحاد الأوروبي لأمن الشبكات والمعلومات) من 2005 إلى 2010.
في فصل الصيف 2013، كان البروفيسور بولمان أستاذًا زائرًا في جامعة ستانفورد.

## الجوائز والتكريمات
- جائزة رودولف توما VDE (رابطة الهندسة الكهربائية والتقنيات الإلكترونية وتقنيات المعلومات) لأفضل درجة نهائية في سنة التخرج 1985
- جائزة مدينة آخن للابتكار والتكنولوجيا لعام 1997 لأدائه العلمي والريادي.[3]
- منحته مجلة الطلاب الألمانية Unicum في عام2011 أستاذ السنة في فئة «الهندسة / المعلوماتية».[4]

## وصلات خارجية
- CV Norbert Pohlmann
- Books by Pohlmann as PDF
- نصوص عن نوربرت بولمان في فهرس مكتبة ألمانيا الوطنية
- Institute for Internet Security
- Website Norbert Pohlmann